# Habenaria crucifera
Habenaria crucifera är en orkidéart som beskrevs av Heinrich Gustav Reichenbach och Johannes Eugen ius Bülow Warming. Habenaria crucifera ingår i släktet Habenaria och familjen orkidéer. Inga underarter finns listade i Catalogue of Life.